# Istituto Sant'Alberto Magno
L’Istituto Sant'Alberto Magno è una scuola della città di Bologna, comprensiva di Scuola dell’infanzia, Scuola Primaria, Scuola Media e Liceo Scientifico.
Nasce come una realtà di ispirazione cristiana che si propone di essere scuola di “nuovo umanesimo”, di contro a una generalizzata cultura della quantità e dello specialismo, mira al recupero della qualità e del senso integrale del tutto.
L’obiettivo delle sue proposte formative è quello di educare i giovani a una nuova idealità europea che, riconoscendo il passato e vivendo criticamente il presente, sappia aprire nuovi sentieri di speranza per le future generazioni.

## Storia
L'Istituto S. Alberto Magno ha una lunga tradizione educativa, nata dalle radici delle Suore Domenicane di S. Caterina da Siena. Fondato a Bologna, ha evoluto la sua offerta formativa mantenendo saldi i principi di una formazione libera e indipendente. La sua storia si intreccia con quella di generazioni di studenti e famiglie, testimoniando l'impegno a favore di un'educazione di qualità, aperta al futuro ma ancorata a solide tradizioni.

### 1899
Frutto della secolare tradizione educativa Domenicana, nasce a Bologna la scuola delle “Suore Domenicane”, fondata dalla Congregazione delle Suore Domenicane di S. Caterina da Siena che inizia l’attività nel settore della scuola dell'Infanzia e delle Elementari.

### 1940
L'attività scolastica della Congregazione delle Suore Domenicane di S. Caterina da Siena si amplia con l'istituzione della scuola Media a Bologna.

### 1944
L'attività scolastica della Congregazione delle Suore Domenicane di S. Caterina da Siena si amplia nel 1944 con la fondazione di una scuola superiore femminile ad indirizzo scientifico che ottiene il riconoscimento statale nel 1948.

### 1980
L'istituto, sotto la guida di Suor Maria Ignazia, viene intitolato a Sant'Alberto Magno in occasione del settimo centenario della morte del "Santo dottore": religioso domenicano, scienziato, filosofo e teologo.

### 2001–2002
L'Istituto, comprendente scuole dell'infanzia, primaria, secondaria di primo e secondo grado, ottiene il riconoscimento come scuola paritaria. Il 17 aprile 2002 viene creata la Fondazione S. Alberto Magno, con l'obiettivo di preservare e sviluppare il progetto educativo delle Suore Domenicane di S. Caterina da Siena, assicurando la continuità di una tradizione educativa fondata su valori di indipendenza, libertà e integrazione nel tessuto sociale e produttivo della città.

### 2023
Nasce la rete delle scuole italiane che, oggi autonome nella gestione, si riconoscono nel fondatore originario della Congregazione delle Suore Domenicane di S. Caterina da Siena, dando origine a un gruppo educativo che riunisce scuole a Bologna, Fiano Romano, Vigevano, Livorno e che rappresenta quasi 1.800 alunni in tutta Italia.

## Istituto S. Alberto Magno

### Scuola dell’Infanzia – “Il Giardino Dei Talenti”
La Scuola dell’Infanzia accoglie bambini dai 3 ai 5 anni, seguendo un piano didattico volto al raggiungimento di specifici obiettivi educativi che favoriscono il sapere e il saper essere, seguiti nel loro percorso da maestre per le diverse fasce d’età ed insegnanti Specialisti nelle seguenti discipline:
- Musica
- Motoria
- Inglese
- Religione

### Scuola Primaria
La Scuola Primaria si distingue per un ambiente educativo sereno e inclusivo, orientato allo sviluppo delle competenze, delle conoscenze e della crescita personale degli studenti, offrendo anche corsi di Inglese avanzato con metodo CLIL e possibilità di preparazione agli esami Cambridge YLE.

### Scuola Secondaria di Primo Grado
La Scuola Secondaria di Primo Grado rappresenta un passaggio fondamentale tra la Scuola Primaria e la Scuola Secondaria di Secondo Grado. L’Istituto adotta infatti, in questo particolare momento, un approccio didattico centrato sull’alunno, rispettando i suoi diritti, i suoi bisogni, le sue aspettative e le sue potenzialità.
Al fine di potenziare lo sviluppo educativo, cognitivo e sociale degli studenti propone le seguenti attività:
- Inglese potenziato con insegnante madrelingua

- Preparazione agli esami Cambridge KET e PET
- Esperienze estive di studio all’estero
- Educazione all’affettività
- Teatro in orario curricolare
- Progetti multidisciplinari
- Doposcuola e corsi pomeridiani

### Liceo Scientifico
Il Liceo Scientifico Sant'Alberto Magno offre un percorso di studi che coniuga la tradizione umanistica con l’innovazione scientifica e linguistica. Il modello educativo si ispira alla tradizione della scuola cattolica promuovendo una formazione basata sui saldi valori.
L’istituto propone un’offerta formativa che include:
- Moduli in inglese di Scienze Naturali (Biology)
- Progetti interdisciplinari
- Certificazioni internazionali di lingua inglese: PET, FCE, IELTS
- Possibilità di frequentare il 4° anno all’estero per periodi da tre mesi fino a un intero anno
- Programma Doppio Diploma con la Mater Academy High School di Miami, USA

## Sede
L'Istituto Sant'Alberto Magno si trova nel cuore di Bologna, in via Palestro 6. La struttura è progettata per garantire un ambiente accogliente e funzionale, favorendo un clima di dialogo, libertà e rispetto per studenti di ogni livello scolastico. Tutti gli spazi sono pensati per rispondere alle esigenze educative e didattiche offrendo ambienti adeguati alle diverse fasce d'età.
La Scuola dell'Infanzia dispone di una struttura su due piani con sette locali dedicati esclusivamente alle attività dei più piccoli. È inoltre dotata di una palestra interna e di un ampio giardino ad uso esclusivo, arricchito con piante e giochi strutturati, per favorire momenti di svago e apprendimento all'aria aperta.
L'istituto nel suo complesso offre aule attrezzate, laboratori, spazi polifunzionali e aree verdi, garantendo un ambiente educativo stimolante e sicuro per tutti gli studenti.